# 臺灣鏟尾蚜
臺灣鏟尾蚜（学名：Akkaia taiwana）为常蚜科鏟尾蚜屬下的一个种。